# Trychosis atripes
Trychosis atripes är en stekelart som först beskrevs av Johann Ludwig Christian Gravenhorst 1829.  Trychosis atripes ingår i släktet Trychosis och familjen brokparasitsteklar. Inga underarter finns listade i Catalogue of Life.